# 黑尔戈兰—桑给巴尔条约

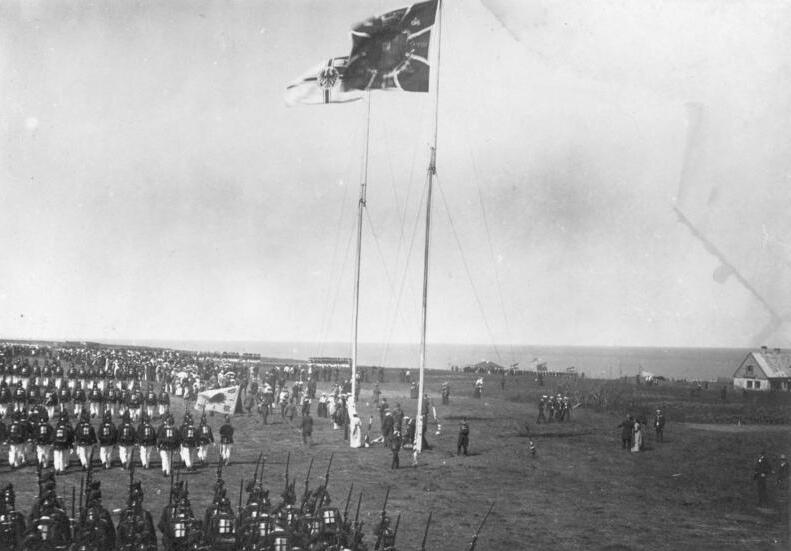
1890年8月10日在黑尔戈兰岛的交接仪式

黑尔戈兰－桑给巴尔条约 （英語：Heligoland–Zanzibar Treaty，也称为1890年英德协定）是德意志帝国与英国于1890年7月1日签署的一个协议，根据该条约：德国获得英国控制的面积虽小但有战略意义黑尔戈兰岛，其海军需要该岛来控制基尔运河和通往德国北海港口的航线。作为交换，德国放弃了在非洲桑给巴尔地区的权利，桑给巴尔成为英国控制东非的重要支点。